# Page (Arizona)
Page – miasto położone w północnej części Stanu Arizona w Stanach Zjednoczonych, niedaleko granicy z Utah w hrabstwie Coconino.

## Położenie
Miasto leży w pobliżu tamy Glen Canyon Dam, oraz jeziora Powella, kilka kilometrów na północ od największego rezerwatu w Stanach Zjednoczonych – rezerwatu Indian Nawaho.